# Agarak
Pour les articles homonymes, voir Agarak (homonymie).
Agarak (en arménien Ագարակ) est une ville située dans le marz de Syunik, en Arménie. Elle est créée en 1949 sur la rive gauche de la rivière Araxe, à la frontière avec l'Iran. Elle se trouve à 410 km de la capitale arménienne, Erevan, à 9 km au sud-ouest de Meghri, et à environ 4 km de la frontière avec l'exclave azerbaïdjanaise du Nakhitchevan.
Sa gare est sur la ligne reliant les villes de Nakhitchevan-Erevan-Horadiz. En 2011, elle compte 4 908 habitants.

## Géographie

### Situation
Agarak est située à 410 km de la capitale arménienne, Erevan, et à 94 km de Kapan, la capitale régionale.

### Topographie
L'altitude moyenne d'Agarak est de 660 m. Elle est encerclée de montagnes.

### Hydrographie
Agarak est située sur la rive gauche de l'Araxe, qu'un pont enjambe depuis l'indépendance, reliant la ville à l'Iran.

### Climat
| Mois                                | jan. | fév. | mars | avril | mai | juin | jui. | août | sep. | oct. | nov. | déc. | année |
| ----------------------------------- | ---- | ---- | ---- | ----- | --- | ---- | ---- | ---- | ---- | ---- | ---- | ---- | ----- |
| Température minimale moyenne (°C)   | −2   | −1   | 2    | 6     | 8   | 11   | 14   | 12   | 11   | 6    | 3    | −1   | 5,75  |
| Température maximale moyenne (°C)   | 4    | 5    | 9    | 14    | 14  | 18   | 21   | 21   | 19   | 13   | 10   | 6    | 12,8  |
| Précipitations (mm)                 | 6    | 9    | 27   | 33    | 30  | 12   | 21   | 12   | 36   | 24   | 15   | 18   | 20,25 |
| Nombre de jours avec précipitations | 4    | 6    | 10   | 10    | 10  | 6    | 3    | 4    | 5    | 9    | 6    | 6    | 6,6   |

| Diagramme climatique                                  |      |      |       |       |        |        |      |        |       |       |       |
| J                                                     | F    | M    | A     | M     | J      | J      | A    | S      | O     | N     | D     |
| 4−26                                                  | 5−19 | 9227 | 14633 | 14830 | 181112 | 211421 | 2112 | 191136 | 13624 | 10315 | 6−118 |
| Moyennes : • Temp. maxi et mini °C • Précipitation mm |      |      |       |       |        |        |      |        |       |       |       |

### Territoire
La communauté couvre 326 hectares, dont :
- 34 ha de terrains agricoles ;
- 33 ha de terrains industriels ;
- 6 ha alloués aux infrastructures énergétiques, de transport, de communication, etc. ;
- 4 ha d'aires protégées ;
- 7 ha d'eau[3].

## Histoire
Agarak n'est fondée qu'en 1949 sous l'URSS. Elle reçoit le statut de ville après l'indépendance en 1995.

## Politique
Le maire (ou plus correctement le chef de la communauté) d'Agarak est depuis 2008 Mkithar Zakaryan, membre du Parti républicain d'Arménie.
| Début | Fin      | Nom              | Parti                       |
| ----- | -------- | ---------------- | --------------------------- |
| 2005  | 2008     | Armen Sargsyan   |                             |
| 2008  | 2012     | Mkithar Zakaryan | Parti républicain d'Arménie |
| 2012  | En cours | Mkithar Zakaryan | Parti républicain d'Arménie |

## Économie
L'économie d'Agarak repose principalement sur l'industrie minière et la production de métaux non ferreux (dont le cuivre et le molybdène) ; les douanes et un marché frontalier sont situés dans la ville.

## Démographie
| 1959  | 1970  | 1979  | 1989  | 2001  | 2008  | 2011  |
| ----- | ----- | ----- | ----- | ----- | ----- | ----- |
| 1 614 | 3 914 | 4 073 | 5 540 | 4 801 | 4 840 | 4 908 |